# Trichoglottis pantherina
Trichoglottis pantherina är en orkidéart som beskrevs av Johannes Jacobus Smith. Trichoglottis pantherina ingår i släktet Trichoglottis och familjen orkidéer. Inga underarter finns listade i Catalogue of Life.